# Omari Gudul
Gudul Omari Mulomba (ur. 18 maja 1994 w Kinszasie) – kongijski koszykarz, reprezentant kraju, występujący na pozycjach silnego skrzydłowego lub środkowego, obecnie zawodnik Spójni Stargard.
29 czerwca 2020 został zawodnikiem Spójni Stargard.

## Osiągnięcia
Stan na 14 lutego 2021, na podstawie, o ile nie zaznaczono inaczej..

### NJCAA
- Mistrz konferencji (2013)

### NCAA II
- Wicemistrz:
  - sezonu regularnego konferencji LSC (2015, 2016)
  - turnieju LSC (2015, 2016)
- Uczestnik rozgrywek Sweet 16 turnieju NCAA II (2015, 2016)
- Zaliczony do I składu turnieju LSC (2016)

### Drużynowe
- Mistrz: 
  - Ligi Bałkańskiej (2017, 2018)
  - Bułgarii (2018)
- Wicemistrz Bułgarii (2017)
- Zdobywca Pucharu Bułgarii (2017)
- Finalista Pucharu Polski (2021)[7]
- Uczestnik rozgrywek Ligi Mistrzów (2017/2018)

### Indywidualne
(* – nagrody przyznane przez portal eurobasket.com)
- Zaliczony do*:
  - III składu ligi bułgarskiej (2018)
  - składu honorable mention Ligi Bałkańskiej (2017)
  - Galerii Sław Sportu szkoły Cretin-Laiser Hill Academy (Cretin-Laiser Hill Academy Hall of Fame)
- Uczestnik meczu gwiazd ligi bułgarskiej (2017)

### Reprezentacja
- Uczestnik afrykańskich kwalifikacji do mistrzostw świata (2017/2018 – 13. miejsce)